# Zlom

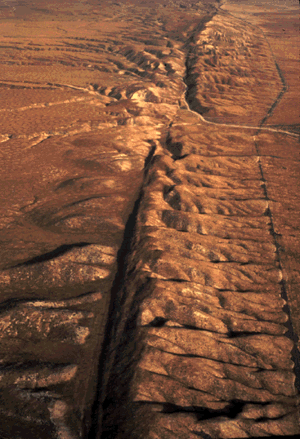
Zlom San Andreas v Kalifornii při leteckém pohledu.

Zlom či dislokace je geologická porucha v litosférické desce, která může dosahovat od několika milimetrů až po tisíce kilometrů. Odborně je definován jako fraktura, podél které dochází k pozorovatelnému přemístění okolních částí. Rychlost na zlomech je řádově několik desítek milimetrů za rok, ale existují různé výjimky na oba póly rychlosti. Na zlomové struktury jsou často vázána zemětřesení.
Základní označení pro jednotlivé kry ve zlomu se používá – nadložní kra (hanging wall) a podložní (footwall) kra. Na kontaktu zlomové plochy občas dochází ke vzniku tektonického zrcadla, či minerálních schodů. Současně často vzniká hornina zvaná mylonit, jedná se ale jen o genetický název horniny.
Rozlišují se dvě základní skupiny zlomů a to aktivní a pasivní. U aktivních zlomů pohyb na zlomové ploše stále probíhá. U pasivních se již pohyb zastavil. V tomto případě odpadá akumulace napětí a nebezpečí vzniku zemětřesení. Dalším základním kritériem pro dělení je směr pohybu desek vůči sobě. To vymezuje tři druhy zlomů, a to posun, pokles a násun.

## Vznik zlomu
Zlomová zóna vzniká postupně, když začíná docházet k propojování malých poruch v horninovém prostředí vlivem několika faktorů, jako je orientované napětí polí, tlak fluid atd. Malé trhliny se postupně začínají spojovat do větších celků, které se nazývají střižné fraktury. Tato tělesa se skládají z menších křehkých střižných fraktur zvaných Riedlovy střihy a anti-riedlovy střihy, které jsou i v pozdější fázi častým doprovodným jevem na rozhraní zlomové zóny.
Nově vznikající zlom se začíná formovat v místě, kde je akumulace střihů největší a s převažující orientací těchto struktur. Postupem času a akumulujícího se napětí začne docházet ke vzniku zlomové plochy, podle které se začne celý zlom posunovat. Při pohybu dochází ke kontaktu dvou částí desky, což má za následek vytvoření nerovné kontaktní plochy zvané asperita. Vytvoření zlomu má pak za následek, že dochází k uvolňování elastické deformační energie, jež byla akumulována podél zlomu.

## Zlomy a zemětřesení

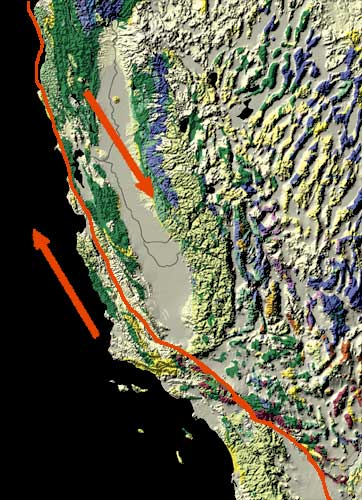
Mapa s vyznačeným směrem pohybu (jedná se o pravostranný/dextrální pohyb) zlomu San Andreas.

Zlomy vznikají nejčastěji v oblastech, kde působí silná napětí, jež vedou k pohybům desek či jejich částí (vulkanická činnost, desková tektonika, lidská činnost atd.) Během těchto pohybů dochází k akumulaci energie, která je uvolňována v okolí zlomů. Během tohoto uvolnění, které probíhá skokově, dochází často ke vzniku zemětřesení, která jsou tím silnější, čím je delší vzniklé porušení zlomu, jelikož se naráz uvolní větší množství energie. Pokud je ale zlom příliš dlouhý, může vznikat větší množství hypocenter otřesů.

## Klasifikace zlomů
Tři základní typy zlomů.

A) Horizontální posun
B) Pokles
C) Přesmyk

- Horizontální posuny (anglicky strike slip) – jsou pohyby, kdy se dvě kry zdánlivě pohybují vedle sebe podél zlomu. Takový zlom se označuje jako transformní zlom. Při teoretickém pohledu shora se dá pozorovat, která kra se pohybuje a kam. V případě, že se pohyb uskutečňuje proti směru hodinových ručiček (když pozorovatel stojí na jedné kře), jedná se o posun levostranný/sinistrální, pokud se pohybují po směru hodinových ručiček je to pohyb pravostranný/dextrální.
- kerný pokles (anglicky normal fault) – je proces, při kterém se kra nadložní přesouvá po ploše zlomu pod kru podložní
- kerný přesmyk (anglicky overthrust) – je proces, při kterém se kra nadložní přesouvá po ploše zlomu nad (přes) kru podložní

Dle práce E. M. Andersona, na zemském povrchu v podstatě neexistuje střižné napětí, ale pouze normálové napětí, u kterého jsou dvě hlavní napětí orientovány paralelně se zemským povrchem a třetí hlavní napětí je na ně kolmé a tedy vertikální.

## Lokace zlomů
Zlomy mohou dosahovat velikostí až tisíců kilometrů, jako je tomu u transformních zlomů u středooceánského hřbetu v Atlantském oceánu. Tyto velké struktury jsou pak velmi snadno lokalizovatelné. V současnosti probíhá mapování menších zlomů, které mají svůj význam pro pochopení stavby a vývoje Země.
Větší zlomy je poměrně snadné pozorovat pomocí satelitů a vyhodnocovat je dle fotografií, ale menší zlomy jsou často objeveny jen náhodou během těžby surovin.

### Známé zlomy ve světě
- San Andreas - nejznámější a nejsledovanější zlom na světě, který prochází městem San Francisco[3]
- Basin and Range - aktivní komplex zlomů v USA
- Severoanatolský zlom - aktivní zlom probíhající Tureckem
- Centrální nížina - oblast ve Skotsku ohraničená na severu hraničním zlomem Vysočiny a na jihu zlomem jižní Vysočiny
- Rýnský prolom - aktivní zlom v severozápadní Evropě
- Zlom Nodžima - aktivní zlom v Japonsku dlouhý 60 km
- Velký alpský zlom - aktivní zlom dlouhý přes 500 km na Novém Zélandu

### Zlomy v Česku
Česká republika je zdánlivě tvořena pevnou deskou, která je poměrně stabilní, ale geologické průzkumy oblasti ukázaly, že je tvořena velkým počtem mikrodesek, jež jsou od sebe odděleny některými zlomovými strukturami. Bloková stavba Českého masívu je důsledkem zlomové tektoniky převážně kadomského, hercynského a alpínského cyklu. Zlomy, které jsou pak na území Česka, rozdělují masív, ale dle průzkumu nemusí být shodného stáří a prostorového dosahu. Na území státu se nachází až několik desítek, či stovek poměrně významných zlomů.
- Hronovsko-poříčský zlom
- Kouřimský zlom
- Křídelský zlom
- Lužický zlom
- Litoměřický zlom
- Mariánskolázeňský zlom
- Moravské zlomové pásmo
- Moravsko-slezské zlomové pásmo
- Pražský zlom
- Soustava nectavských zlomů
- Středočeský hlubinný zlom
- Tachovský zlom
- Vírský zlom
- Západočeské zlomové pásmo

### Významné zlomy na Slovensku
- Peripieninský lineament
- Zázrivská sigmoida
- Čertovická línia
- Lubenícko-margecianska línia
- Lamačský zlom
- Ludinský zlom
- Jastrabiansky zlom
- Stredoslovenský prelom
- Muránsky zlom
- Mýtňanský zlom
- Štítnický zlom
- Hornádsky zlom
- Trebišovský zlom
- Vihorlatský zlom[5]